# Manuel Laranjeira
Manuel Laranjeira (Santa Maria da Feira, Mozelos, 17 de Agosto de 1877 - Espinho, 22 de Fevereiro de 1912) foi um médico e escritor português.
Autor de teatro, ficção, ensaios, conferências, poesia e estudos sobre política, filosofia, religião a sua atividade literária inicia-se cedo, ainda estudante, como cronista em várias publicações periódicas da época, de que se destacam a Revista nova  (1901-1902), "A Arte" e "O Norte". Foi amigo e correspondente de várias figuras intelectuais de destaque, entre elas, Amadeo de Souza-Cardoso com quem comunga várias das suas ideias e o poeta e filósofo espanhol Miguel de Unamuno, amizades de que resta vasta correspondência literária, política e filosófica.

## Biografia
Manuel Laranjeira nasceu em 17 de Agosto de 1877, pelas 20h00, em São Martinho de Moselos, hoje Mozelos, no concelho de Santa Maria da Feira, filho de Domingos Fernandes, pedreiro, e de Maria Francisca Laranjeira, doméstica. Oriundo de uma família modesta, é graças à herança recebida de um tio brasileiro que Manuel Laranjeira conseguiu fazer os estudos secundários. É desta época (1898) a publicação de Os Filósofos.
Dedica-se desde novo à poesia e ao teatro, colaborando em diversas publicações periódicas, como a Revista Nova, A Arte, A Voz Pública e O Norte, Arte e Vida  (1904-1906), assinando crónicas (hoje compiladas) sobre temas tão diversos como política, crítica social, religião, literatura e outras artes, medicina, filosofia ou educação.
Em 1898, fixa residência em Espinho, no número 277 da Rua Bandeira Coelho (atual Rua 19), matriculando-se na Escola Médico-Cirúrgica do Porto, iniciando o curso superior de Medicina. É desta época o prólogo dramático Amanhã (1902).
Formado em Medicina (1904), desenvolve intervenções de natureza social e política. É deste modo que o vemos agir politicamente, por exemplo, na Comissão de Propaganda do Centro Democrático de Espinho, e socialmente entrando em confronto, com polémicas crónicas na imprensa, com os ricos portugueses vindos do Brasil, ou com os doutores da Escola Médica do Porto, que criticou acerrimamente. Desta época são as suas conferências sobre biologia e o drama Às Feras (1905)
Em 1907, inicia a sua tese de doutoramento, A doença da Santidade - com a qual obtém a classificação de 19 valores. Viaja entretanto até Madrid, visitando o Museu do Prado e mostra interessa em fixar-se em Paris, onde se encontrava o pintor e amigo Amadeo de Souza-Cardoso. Manuel Laranjeira é aliás um dos primeiros a reconhecer, através dos desenhos que o amigo lhe enviava, a qualidade artística de Amadeu referindo-se a ele, enquanto ainda estudante em Paris, como “um artista no significado absoluto do termo”.
Em 1908, conhece Miguel de Unamuno, em Espinho, trocando com ele correspondência. É vasta a correspondência de Manuel Laranjeira (toda ela publicada e compilada) com Unamuno, João de Barros, António Patrício, Afonso Lopes Vieira, Teixeira de Pascoaes, Teófilo Braga, Ramalho Ortigão, Amadeo de Souza-Cardoso, Pedro Blanco, entre outros.
No entanto, ainda novo, sentindo os efeitos da doença (uma sífilis nervosa), desiludido com a inépcia dos políticos e com a falta de incentivos culturais no quotidiano nacional, foi sujeito a crises depressivas, oscilando a sua vida entre o prazer e uma profunda tristeza e tédio. Muitos destes sentimentos moldam o seu carácter refletido nos seus escritos. Esta disposição acentua-se progressivamente, e as crises de depressão agravam-se.
Às 23h00 de 22 de Fevereiro de 1912, estando já acamado, deprimido e desesperado com a doença, suicidou-se com um tiro na cabeça.
Dotado de um saber enciclopédico e de uma vasta cultura literária e artística (conhecia pelo menos cinco línguas, o que lhe permitia ler no original os escritos que moldavam os espíritos do século XIX), Laranjeira possuía ainda um espírito mordaz e contundente, o que o levou a intervir na vida do nosso país assumindo-se como um espírito permanente insatisfeito com a pequenez da sociedade e da cultura que o rodeava. Tem, atualmente, em Espinho uma escola com o seu nome: Escola Básica e Secundária Dr. Manuel Laranjeira.
Além de alguns inéditos publicados recentemente e outras obras pontualmente reeditadas, a sua obra completa, incluindo a recolha de correspondência e das crónicas dispersas na imprensa da época, estão publicadas em dois volumes das edições ASA.
Bernard Martocq dedicou-lhe, na Universidade de Aix-en-Provence, uma tese na sequência de algumas páginas do seu estudo Le pessimisme au Portugal (1890-1910), sep. do volume V (1972) dos Arquivos do Centro Cultural Português (Paris).

## Obras
- Amanhã. (Prólogo Dramático)
- A Doença da Santidade (1907) - Tese de doutoramento
- Comigo. Versos dum Solitário (1912)
- Naquele Engano d'Alma
- Cartas (1943)
- Diário Íntimo (1952)
- A Cartilha Maternal e a Fisiologia
- Dor Surda (novela, 1957)
- Prosas Perdidas (1958)